# Ș
Ș ș (s mit Unterkomma) ist ein Buchstabe im rumänischen Alphabet und stellt dort den stimmlosen postalveolaren Frikativ (IPA-Zeichen: [ʃ]) dar, ausgesprochen wie im Deutschen das sch.

## Zeichenkodierung
Vor 1999 betrachtete Unicode das Ș (im Einklang mit der Normenfamilie ISO 8859) als Glyph-Variante des Ş (s mit Cedille). Auf Initiative der rumänischen Standardisierungsbehörde wurde mit der Unicode-Version 3.0 (September 1999) diese Vereinheitlichung aufgehoben; gleichzeitig entstand mit ISO 8859-16 ein 8-Bit-Zeichensatz, der das ș enthält.

### Unicode

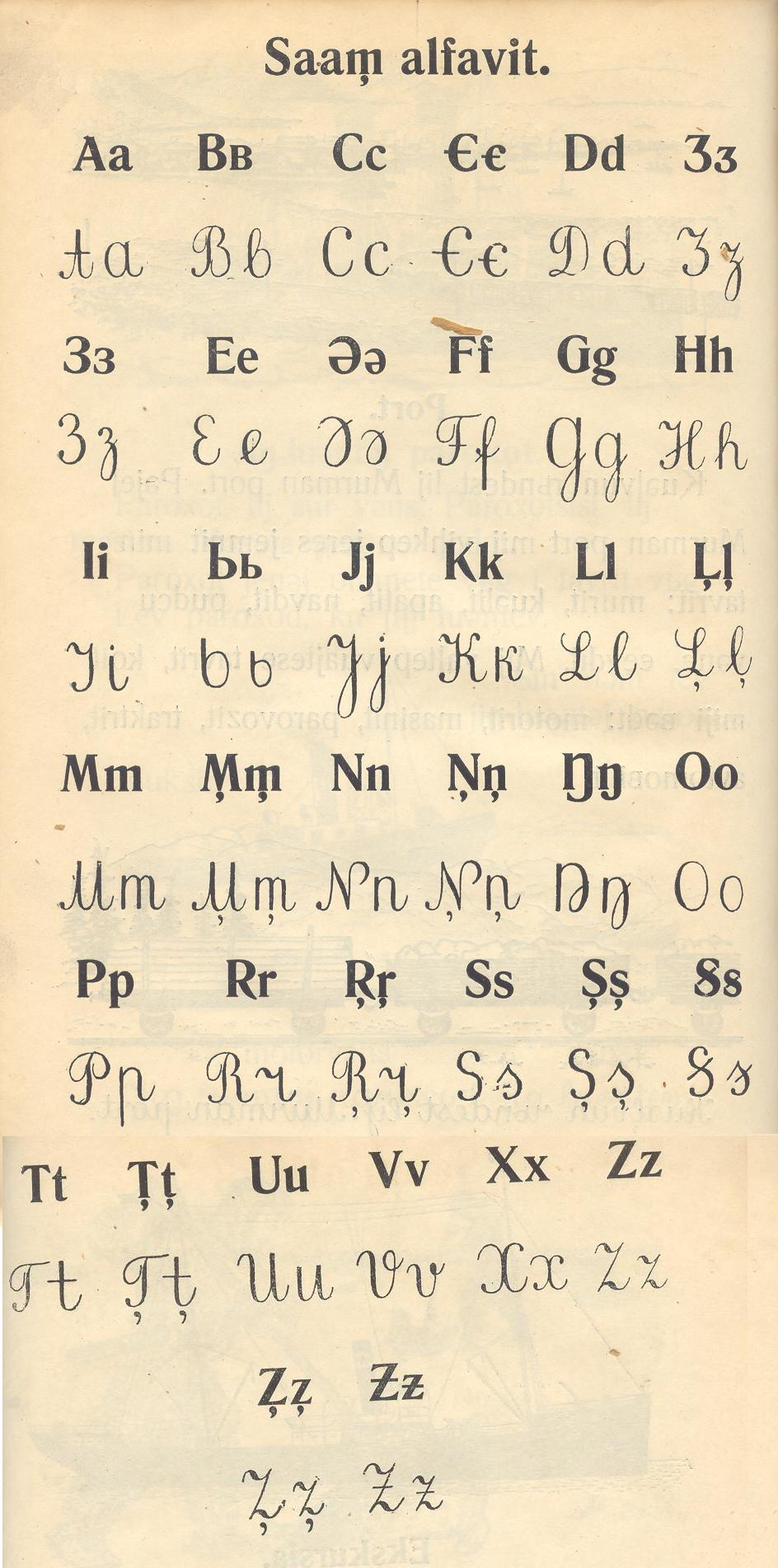
Das kildinsamische Alphabet von 1933 verwendete ebenfalls den Buchstaben S mit Komma.

In Unicode ist das S mit Unterkomma auf den folgenden Positionen zu finden:
- Großbuchstabe Ș: U+0218,
- Kleinbuchstabe ș: U+0219.

### HTML
Das S mit Unterkomma wird in HTML in dezimaler Notation eingegeben.
- Großbuchstabe Ș: &#536;
- Kleinbuchstabe ș: &#537;

Benannte Zeichen (named entities), wie z. B. von den deutschen Sonderzeichen bekannt, existieren nicht.